# تود ليندن
تود ليندن (بالإنجليزية: Todd Linden)‏ هو لاعب محترف لكرة القاعدة ‏ أمريكي، ولد في 30 يونيو 1980 في إدموندز في الولايات المتحدة.

## وصلات خارجية
- تود ليندن على موقع دوري كرة القاعدة الرئيسي (الإنجليزية)
- تود ليندن على موقع الدوري الياباني لكرة القاعدة (الإنجليزية)
- تود ليندن على موقعبيزبول رفرنس.كوم (الدوري الرئيسي) (الإنجليزية)
- تود ليندن على موقعبيزبول رفرنس.كوم (الدوري الثانوي) (الإنجليزية)
- تود ليندن على موقع إي إس بي إن.كوم (أم.أل.بي) (الإنجليزية)
- تود ليندن على موقع مشجعي الرسوم البيانية (الإنجليزية)